# Georg Ludwig d’Arrest
Georg Ludwig d’Arrest, Georg Ludwig Daresst (ur. 1768, zm. 1830 w Krakowie) – pruski dyplomata i urzędnik konsularny.

## Życiorys
Pełnił funkcję radcy poselstwa Prus w Konstantynopolu (1801-) oraz ministra rezydenta/konsula generalnego w Krakowie (1818–1830); w Krakowie przebywał od 1815. Swoją misję zakończył tragicznie odbierając sobie życie.